# Euctenidiacis
Els euctenidiacis (Euctenidiacea) són un subordre de gastròpodes de l'ordre del nudibranquis.
Un estudi filogenètic pulicat l'any 2000, per Wägele & Willan ha mostrat que el subclade Gnathodoridacea (= Bathydoridoidea) i el subclade Doridacea (= Phanerobranchia + Cryptobranchia + Porostomata) cadascun formen un grup monofilètic.
En un estudi posterior del 2002, A. Valdés conclou que les superfamílies Doridoidea i Phyllidioidea (anomenades per ell Cryptobranchia + Porostomata) formen un clade. Això no ho segueix la taxonomia de Bouchet i Rocroi.

## Taxonomia

### clade Gnathodoridacea
- Superfamília Bathydoridoidea
  - Família Bathydorididae

### clade Doridacea
- Superfamília Doridoidea
  - Família Dorididae
  - Família Actinocyclidae
  - Família Chromodorididae
  - Família Discodorididae
- Superfamília Phyllidioidea
  - Família Phyllidiidae
  - Família Dendrodorididae
  - Família Mandeliidae
- Superfamília Onchidoridoidea (= Phanerobranchiata Suctoria)
  - Família Onchidorididae
  - Família Corambidae
  - Família Goniodorididae
- Superfamília Polyceroidea (= Phanerobranchiata Non Suctoria)
  - Família Polyceridae
  - Família Aegiridae - In Bouchet & Rocroi (2005) és incorrecte escriure-ho com Aegiretidae.
  - Família Gymnodorididae
  - Família Hexabranchidae
  - Família Okadaiidae